# Achyrolimonia coeiana
Achyrolimonia coeiana är en tvåvingeart som först beskrevs av Nielsen 1959.  Achyrolimonia coeiana ingår i släktet Achyrolimonia och familjen småharkrankar. Inga underarter finns listade i Catalogue of Life.